# L'Unità Cattolica
L'Unità Cattolica è stato un giornale quotidiano d'ispirazione cattolica, fondato a Torino da don Giacomo Margotti. Dopo la morte del fondatore proseguì le pubblicazioni a Firenze (gennaio 1893). Chiuse nel 1929.

## Storia
Il fondatore, don Giacomo Margotti (1823-1887), era uno degli esponenti più noti dell'intransigentismo cattolico italiano: egli si dichiarava estraneo alla concezione di uno Stato nazionale laico ed avversava la linea conciliatorista dei cattolici liberali.
Fino al 1863 don Margotti aveva diretto L'Armonia, quotidiano la cui proprietà apparteneva agli eredi del marchese Birago di Vische (1797-1862). Quell'anno decise di fondare un quotidiano indipendente. Con lui confluirono nel nuovo giornale alcuni membri della redazione de L'Armonia. I primi numeri uscirono con la sottotestata «Giornale degli antichi scrittori dell'Armonia»; dal 23 dicembre 1863 il sottotitolo fu mutato in «Giornale politico religioso». Dal 30 aprile 1864 il quotidiano comparve senza sottotitolo. Proprietari del giornale erano don Margotti ed il fratello Stefano.
Dopo la pubblicazione del Sillabo (8 dicembre 1864) L'Unità Cattolica divenne tra i più autorevoli interpreti del cattolicesimo intransigente, contrastando la linea conciliatorista dei cattolici liberali e dichiarandosi estraneo alla concezione di uno Stato nazionale laico.
Dopo il 20 settembre 1870, per venticinque anni il giornale uscì sempre listato a lutto in segno di protesta per la presa di Roma. La protesta si concluse il 25 maggio 1898.
Nel novembre 1876 la Sinistra storica vinse le elezioni e andò al potere. Il 29 ottobre 1878 don Margotti, ideatore nel 1861 della formula «né eletti né elettori», che era stata approvata dalla Santa Sede con il non expedit, rilanciò il tema del voto politico dei cattolici per arginare il dilagare della Sinistra. Non deposta la sfiducia nelle istituzioni, invitò per la prima volta i cattolici ad organizzarsi politicamente. Nel 1878 entrò a far parte della redazione don Domenico Tinetti, ultimo direttore de L'Armonia, che aveva appena chiuso le pubblicazioni.
Giacomo Margotti morì prematuramente nel 1887, a 64 anni. Il quotidiano continuò ad essere pubblicato a Torino per cinque anni, poi fu trasferito a Firenze. Nel capoluogo toscano esisteva già un giornale cattolico, il Corriere Toscano, che fu assorbito.
Nei primi anni del XX secolo il quotidiano lanciò un attacco frontale alle tesi moderniste, scagliandosi sia verso i suoi esponenti sia verso i giornali che pubblicavano le loro tesi. Nel 1904 la stroncatura di un saggio dedicato al filosofo evoluzionista Herbert Spencer pubblicato su La Civiltà Cattolica diede origine a una querelle tra le due testate.
Con la direzione di Ernesto Calligari (1917), personalità più vicina a sentimenti nazionali, L'Unità Cattolica cambiò linea.
Nel 1919 fu fondato il primo partito cattolico aconfessionale, il Partito Popolare Italiano di don Luigi Sturzo. L'Unità Cattolica ne rimase ufficialmente distante, mostrando però una moderata simpatia per la nuova organizzazione politica. Dopo le elezioni del 1919, nelle quali il PPI riscosse un buon successo, il quotidiano non esitò a definire il partito cattolico «partito sinceramente italiano, quanto sinceramente cristiano».
Dopo la morte di Calligari (agosto 1929), il quotidiano chiuse le pubblicazioni.
La raccolta completa de L'Unità Cattolica è reperibile alla Biblioteca Apostolica Vaticana.

## Variazioni dell'assetto proprietario
- 1863 - La proprietà del giornale è divisa tra don Giacomo Margotti ed il fratello Stefano;
- 1893 - Dopo il trasferimento a Firenze, la Santa Sede rileva la proprietà dagli eredi di don Giacomo Margotti per poi cederla a quattro vescovi di altrettante sedi toscane (Firenze, Siena, Pisa e Lucca)[6]; in seguito Papa Pio X nominò il vescovo di Firenze unico supervisore.

## Direttori
- Don Giacomo Margotti (29 ottobre 1863 - 6 maggio 1887)
  - don Carlo Davide Emanuelli, condirettore (29 ottobre 1863 - 1885)
- Don Domenico Tinetti (7 maggio 1887 – 31 dicembre 1892)
- Enrico Mastracchi, condirettore responsabile (1º gennaio 1893 - 1894)
- Giuseppe Sacchetti (1894-1906)
  - Enrico Mastracchi, condirettore (1894-1906)
- Enrico Mastracchi (1906 – marzo 1908)
- Don Paolo de Töth (marzo 1908 – luglio 1909)
- Don Alessandro Cavallanti (luglio 1909 - 1917)
- Ernesto Calligari (1917 – agosto 1929)